# Mauthausen (Piding)

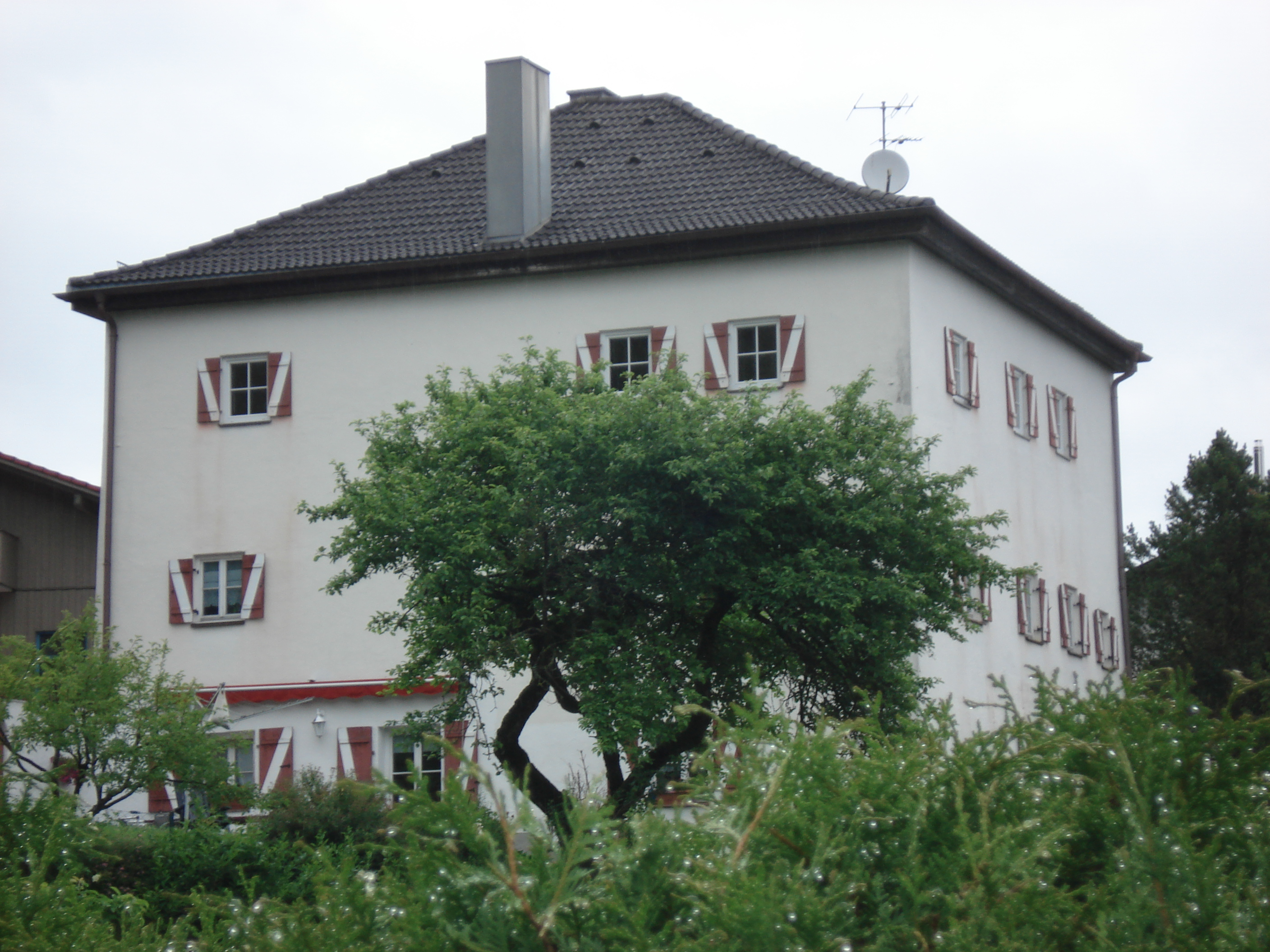
Ehemaliges Mauthaus in Mauthausen

Mauthausen ist ein Gemeindeteil der Gemeinde Piding im oberbayerischen Landkreis Berchtesgadener Land.
Das Kirchdorf liegt zwischen dem Fuße des Hochstaufen und dem Ortsteil Pidingerau. Die Abgrenzung zur Pidingerau wurde an der Hosemann- und der Untersbergstraße festgelegt.
In Mauthausen war einst eine Mautstelle der Salzstraße von der bayerischen Stadt Bad Reichenhall in den bis 1810 salzburgischen Rupertiwinkel bzw. nach Teisendorf.

## Sehenswürdigkeiten
- St. Laurentius, eine um 1200 errichtete, romanische Kirche mit wertvollen gotischen Fresken, heute eine Filialkirche der Pfarrei Piding-Anger.
- Schloss Staufeneck, eine Burg aus dem 12. Jahrhundert, die im frühen 16. Jahrhundert stark erweitert worden war.
- Ehemaliges Mauthaus in Mauthausen